# اورانگ مدان
اس‌اس اورانگ مِدان (به انگلیسی: SS Ourang Medan) (با تلفظ زبان مالایی: اوران مِدان) یک کشتی به اصطلاح ارواح گزارش شده و افسانه محلی مطرح شده در دهه ۱۹۴۰ بوده است. ظاهراً این کشتی پس از پخش کوتاه اس‌اواس (درخواست کمک اضطراری) در حال سرگردانی کشف شد. کشتی‌هایی که به اس‌اواس پاسخ دادند، و به کشتی رسیدند شرایط و منظره عجیب آن را به این صورت توصیف کردند: «تمام خدمه در حالی مرده بودند که دارای چشمانی کاملاً باز بوده و صورت‌هایشان در همان حالت شوک یا ترس عمیق مانده بود، گویی که شاهد صحنه‌ای وحشتناک بودند.» بنا بر گزارش‌ها، در حالی که افرادی که برای پاسخ به کمک رفته بودند متعاقباً آماده کشیدن کشتی مذکور به بندر می‌شدند، آتش‌سوزی در انبار رخ می‌دهد که در نهایت باعث قرق شدن کشتی شده و سوال‌ها و رازهای آن را برای همیشه به اعماق آب فرو می‌برد.
برجسته‌ترین نسخه این داستان، محل کشتی را در هند شرقی هلند (اندونزی امروزی) در آب‌های تنگه مالاکا می‌داند، در حالی که نسخه‌های دیگر این داستان، محل کشتی را در اطراف جزایر مارشال یا جزایر سلیمان می‌دانند. قبل از اینکه داستان‌های مشابهی در سال ۱۹۴۸ و بعداً دوباره در سال ۱۹۵۲ تکرار شوند این داستان ابتدا در سال ۱۹۴۰ در ایتالیا و در همان سال در بریتانیا گزارش شد، ناتوانی محققان در شناسایی کشتی در هرگونه سوابق رسمی، همراه با گزارش‌های متناقض از محل و سایر جزئیاتی که از نسخه‌ای به نسخه دیگر تغییر می‌کنند، منجر به پوشش گمانه‌زنی در نشریات مربوط به اسرار و رموز مانند فورتین تایمز (Fortean Times)شده است.
گزارش‌های مربوط به حادثه کشتی در کتاب‌ها و مجلات مختلف، عمدتاً در فورتئانا (Forteana) منتشر شده است. با این حال، صحت آنها و حتی وجود کشتی تأیید نشده است و جزئیات ساخت و تاریخچه کشتی ناشناخته مانده است. جستجوها برای هرگونه ثبت رسمی یا تحقیقات حادثه ثبت شده ناموفق بوده است.

## منشأ نام
کلمه اوران (Ourang که به صورت Orang نیز نوشته می‌شود) در زبان مالایی یا اندونزیایی به معنای «مَرد» یا «شخص» است، مدان بزرگ‌ترین شهر در جزیره سوماترا در اندونزی است که ترجمه تقریبی آن "مرد مِدان" است.(SS مختصر «Steamship» برای تمامی کشتی های بخار به کار برده می‌شود)

## فرضیه‌ها

### محموله مواد خطرناک غیر ایمن
رُی بینتون (Roy Bainton) و دیگران این فرضیه را مطرح می‌کنند که اورنگ مدان ممکن است در عملیات قاچاق مواد شیمیایی مانند ترکیبی از سیانید پتاسیم و نیتروگلیسیرین یا حتی ذخایر عوامل عصبی زمان جنگ دست داشته باشد. طبق این نظریه‌ها، آب دریا وارد انبار کشتی شده و با محموله واکنش داده و گازهای سمی آزاد کرده است که در نتیجه باعث خفگی و/یا مسمومیت خدمه شده است. بعداً، آب دریا با نیتروگلیسیرین واکنش داده و باعث آتش‌سوزی و انفجار گزارش شده، شده است.
نظریه دیگر این است که این کشتی در حال حمل گاز اعصابی بود که ارتش ژاپن در طول جنگ در چین ذخیره کرده بود و در پایان جنگ به ارتش آمریکا تحویل داده شد. هیچ کشتی آمریکایی نمی‌توانست آن را حمل کند زیرا ردی از خود به جا می‌گذاشت؛ بنابراین، این گاز برای حمل به یک کشتی ثبت نشده ایالات متحده بارگیری شد. 

### مسمومیت با مونوکسید کربن
گادیس(Gaddis) این نظریه را مطرح می‌کند که آتش‌سوزی پنهان یا نقص در سیستم دیگ بخار کشتی ممکن است عامل غرق شدن کشتی بوده باشد. خروج مونوکسید کربن (CO) می‌توانست باعث مرگ همه سرنشینان شود، در حالی که آتش به آرامی از کنترل خارج شده و منجر به نابودی نهایی کشتی می‌شد.

## احتمال شایعه
چندین نویسنده به ناتوانی خود در یافتن هرگونه اشاره‌ای به این پرونده در دفتر ثبت کشتیرانی لویدز (Lloyd's Shipping Register) اشاره می‌کنند.    علاوه بر این، هیچ سابقه ثبتی برای کشتی‌ای به نام اوران مدان در کشورهای مختلف، از جمله هلند، وجود ندارد. بینتون و دیگران این احتمال را مطرح کرده‌اند که روایت‌ها، از جمله تاریخ، مکان، نام کشتی‌های درگیر و شرایط حادثه، ممکن است نادرست یا اغراق‌آمیز بوده باشند، یا اینکه داستان کاملاً ساختگی باشد. 